# Falbygdens Ost

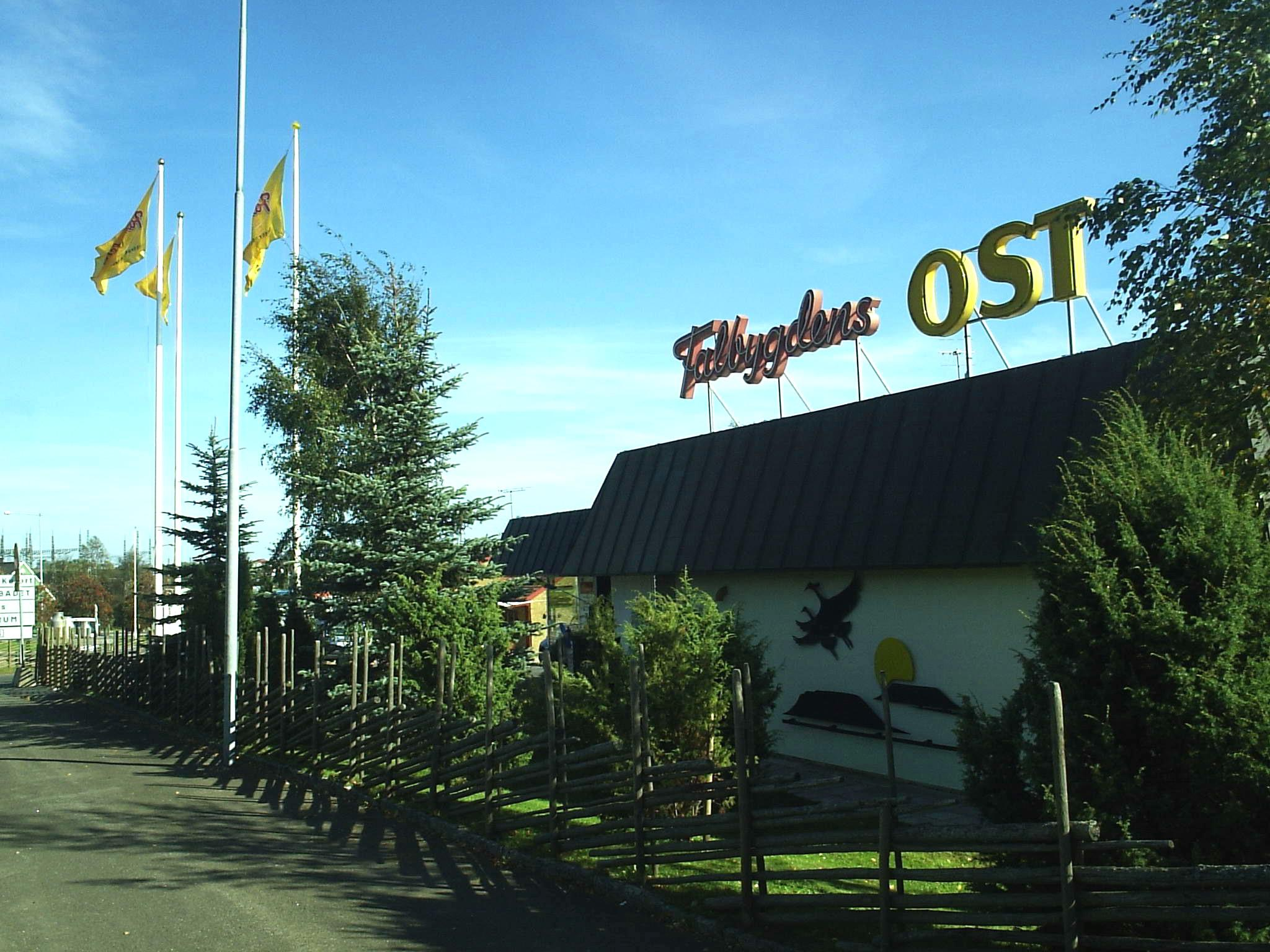
Falbygdens ost

Falbygdens Ost är en av Sveriges största osttillverkare. Företaget grundades år 1878 av Johan-August och Johanna Johansson. Idag har företaget omkring 150 anställda på huvudkontoret i centrala Falköping.
Den 10 oktober kl. 10.00 inleds varje år företagets julmarknad, då lokalen pyntas och dekoreras med juldekorationer och godsaker. 
Företaget köptes 2014 av Arla Foods från den tidigare ägaren Atria Sweden.